# Autoserica politzari
Autoserica politzari är en skalbaggsart som beskrevs av Frey 1974. Autoserica politzari ingår i släktet Autoserica och familjen Melolonthidae. Inga underarter finns listade.